# Neunkirchen (Saarland)
Neunkirchen és una ciutat i un municipi de Saarland (Alemanya). És la ciutat més gran del districte de Neunkirchen. Se situa a la riba del riu Blies, 20 km. aproximadament al nord-est de Saarbrücken. Amb gairebé 50.000 habitants, Neunkirchen és la segona ciutat més gran de Saarland. El nom de la ciutat significa "església nova" (no confondre amb "nou esglésies"). En el passat, l'economia de Neunkirchen s'ha basat de forma gairebé exclusiva en l'explotació de carbó i acer. Amb la decadència d'aquest sector industrial, l'economia de Neunkirchen s'havia d'encarar amb canvis dràstics i experimentà un canvi significatiu cap al sector serveis, encara que les indústries més petites encara resten a la zona.

## Història
Els primers assentaments de la zona daten del segle viii. La part més vella de la ciutat és el poble de Wiebelskirchen, situat al nord del centre de la ciutat. El seu nom consta des de l'any 765 i, és així el nom cristià més antic de la ciutat ("Kirche" vol dir església). El nom de "Neunkirchen" s'enregistrà per primera vegada el 1281.
Neunkirchen pertanyia al principat de Nassau-Saarbrücken, el qual eriguí dos castells a les proximitats, que actualment ja no existeixen. A Neunkirchen se li atorgà el títol de ciutat l'any 1922, després d'haver estat el municipi (no-ciutat) més gran d'Europa durant algunes èpoques.

## Economia

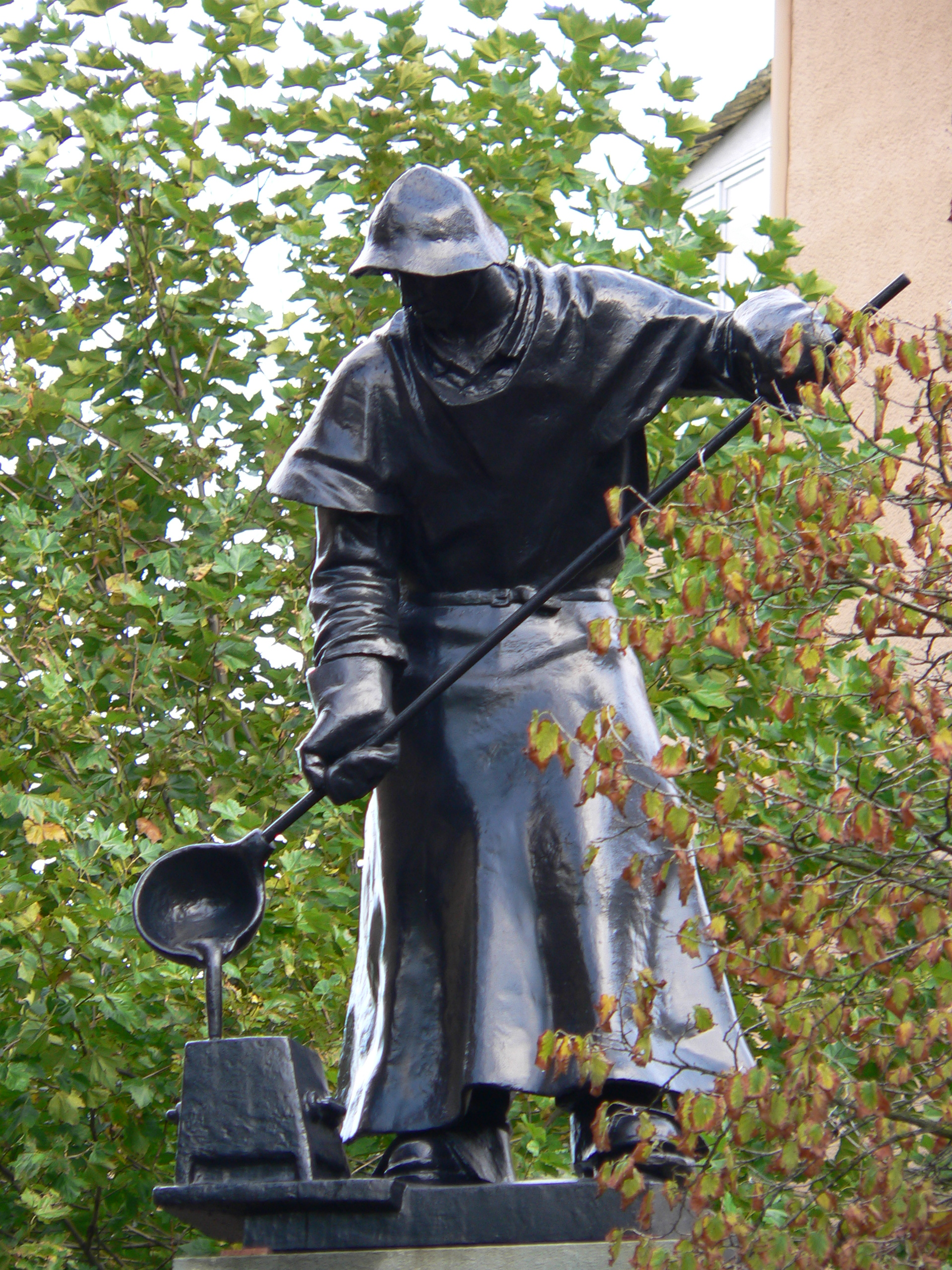
Estàtua al centre de la ciutat

Hi ha proves d'activitat en mines de carbó que daten del segle viii. Les primeres plantes de tractament de carbó s'instal·laren el 1593 a la vall del Blies. Moltes de les decisions que es prenien a la ciutat anaven a càrrec dels "von Stumm-Hallberg", família burgesa, propietària de la ferreria local des de 1806, que influencià enormement en la política local.
Durant la Segona Guerra Mundial el gran complex de ferreries situat a la dreta del centre de la ciutat patí bombardejos per ser considerat objectiu militar per a l'exèrcit aliat. El 1945, un atac aeri destruïa aproximadament tres quartes parts del centre de la ciutat.
A causa de la disminució de la indústria del carbó i l'acer, l'economia local patí importants dificultats econòmiques. La taxa de desocupació augmentà dràsticament arran del tancament de la darrera mina de carbó l'any 1968 i de part essencial del complex de ferreries l'any 1982. Avui en dia únicament es manté en funcionament un molí d'acer.
Així doncs la ciutat es va veure obligada a transformar-se una "ciutat comercial", un procés que s'inicià amb l'edificació d'un gran centre comercial en els terrenys de l'antiga planta d'acer. Mentrestant s'han anat conservant i renovant romanents de l'anterior planta d'acer que no s'havien destruït. Ara serveixen com a monument industrial, part d'elles s'han reconvertit en petits bars i discoteques.

## Persones il·lustres
- Friedrich Carl Glaser (enginyer)
- Julius Adler (polític comunista)
- Erich Honecker (polític comunista)
- Erich Schwertner (polític liberal)
- Stefan Kunz (jugador de futbol)

## Enllaços extrens
- Pàgina oficial